# Diamesa yalavia
Diamesa yalavia är en tvåvingeart som beskrevs av Ole Anton Saether och Willassen 1987. Diamesa yalavia ingår i släktet Diamesa och familjen fjädermyggor.
Artens utbredningsområde är Nepal. Inga underarter finns listade i Catalogue of Life.